# Myrmecofyt
Een myrmecofyt is een plant die een mutualistische of symbiotische relatie met mieren onderhoudt. 
De aard van de relatie vertoont een breed spectrum. In de meeste gevallen is de relatie niet verplicht. Zowel de plant als de mier zijn dan in staat zonder elkaar te leven of met andere soorten mier or plant een relatie aan te gaan.
Er zijn echter ook verplichte mierenplanten. In het genus Macaranga in Zuid-Oost-Azië is bijvoorbeeld M. tamarius geen myrmecofyt, terwijl de nauw verwante  M. winkleri juist een verplichte myrmecofyt is. Verplicht myrmocofytisme heeft het nadeel dat de plant zich alleen samen met zijn gastmier kan verspreiden en dat belemmert de plant in zijn vermogen nieuwe gebieden te koloniseren.
Myrmecofyten bezitten vaak aanpassingen aan hun levenswijze die het voor de mier aantrekkelijk maken de relatie aan te gaan. Er zijn drie soorten te onderscheiden:
- Domatia; dit zijn holle verdikkingen van de stam, tak, stengel of wortel die de mier een plek verschaffen om een kolonie te stichten.
- Voedsellichamen; dit zijn groeisels van de plant op jong blad or spruit die voor de mier eetbaar zijn.
- Extraflorale nectarklieren die nectar aan de mieren aanbieden.